# Lilian Westphal
Lilian Westphal (* 18. März 1926 in Zürich; † 4. August 1997 in Aurigeno, Tessin) war eine deutsche Schauspielerin, Hörspielregisseurin, Hörspielsprecherin und Autorin.

## Leben und Wirken
Lilian Westphal machte ihre Schauspielausbildung an der Hochschule für Musik und Theater in Dresden. Erste Engagements hatte sie 1946 an den Bühnen der Landeshauptstadt Dresden und den Bühnen der Stadt Nordhausen, 1947 bis 1949 an den Städtischen Bühnen Leipzig und 1949 bis 1951 am Bayerischen Staatsschauspiel in München. Weitere Stationen waren  das Theater der Stadt Baden-Baden (1951/52) und das Schauspielhaus Zürich (1952–1954), wo sie unter anderem die Schauspielerin in Pirandellos Sechs Personen suchen einen Autor verkörperte. Weitere  Engagements zwischen 1956 und 1966 führten sie an das  Theater Basel (1956 Olga in Tschechows Drei Schwestern), das Theater am Central in Zürich (1957 Frau Linde in Ibsens Nora) sowie das Deutsche Theater Göttingen. Lilian Westphal hatte auch einige Rollen in Film- und Fernsehproduktionen.
Im Hörspielbereich war Lilian Westphal nicht nur als Sprecherin tätig. Ab 1959 wirkte sie als Hörspielregisseurin und -autorin für das Schweizer Radio DRS sowie den Bayerischen Rundfunk. Beispielsweise tragen die damaligen Hörspielreihen Dickie Dick Dickens nach Rolf und Alexandra Becker und Doktor Doolittle  nach Hugh Lofting ihre Handschrift.
Lilian Westphal war in erster Ehe mit Valentin Gitermann und in zweiter Ehe mit Hellmuth Kirchammer verheiratet. Sie ist Mutter der Schweizer Journalistin Isabel Baumberger.

## Filmografie (Auswahl)
- 1961: Wenn Männer Schlange stehen (Chikita)
- 1967: Liebesgeschichten (Fernsehserie, 1 Folge)
- 1970: Das Landhaus (Kurzserie)
- 1976: Die plötzliche Einsamkeit des Konrad Steiner

## Hörspiele (Regie oder Sprechrolle)
- 1947: Paul van der Hurk: Schuß im Rampenlicht – Regie: Cay Dietrich Voss
- 1950: Pedro Calderón de la Barca: Santa Maria von Toledo – Regie: Albert Hörrmann
- 1952: Wilhelm Wehmeyer: Ich kannte die Stimme – Regie: Gert Westphal
- 1961: Louis Verneuil: Lieben und lieben lassen – Regie: Werner Hausmann
- 1962: Jean Giraudoux: Undine – Regie: Robert Bichler
- 1968: Robert Thomas: Der zweite Schuß – Regie: Ulrich Studer
- 1974: Victor Canning: Der Trick, zu verschwinden – Regie: Edmund Steinberger
- 1975: Collier Young: Herz zu verpflanzen gesucht (Teil 1 und 2) – Regie: Heinz-Günter Stamm
- 1977: Max Christian Feiler: Die sechste Frau – Regie: Heinz-Günter Stamm
- 1977: Jack Pearl: Die Bombe kam vom Weihnachtsmann – Regie: Lilian Westphal
- 1978: Rolf und Alexandra Becker: Gestatten, mein Name ist Cox – Regie: Peter M. Preissler
- 1978: H. M. Mons: Hasenklein kann nichts dafür – Regie: Heinz-Günter Stamm
- 1979: Eduardo De Filippo: Samstag, Sonntag, Montag – Regie: Lilian Westphal
- 1979: Robert L. Fish: Übergabe zwei Uhr nachts – Regie: Lilian Westphal
- 1980: Helmuth M. Backhaus: Die Scotland Yard-Story (Teil 1 und 2) – Regie: Alexander Malachovsky
- 1981: Jürgen Thorwald: Das Jahrhundert der Detektive (5. Folge: Ein tragischer Unfall) – Regie: Alexander Malachovsky
- 1982: Sorche Nic Leodhas: Das Haus, in dem es nicht spukte – Regie: Lilian Westphal
- 1982: Sorche Nic Leodhas: Der Geist mit Pfiff – Regie: Lilian Westphal
- 1982: Irene Rodrian: ... trägt Anstaltskleidung und ist bewaffnet – Regie: Lilian Westphal
- 1982: Rolf und Alexandra Becker: Die Experten (5. Folge: Das Souper findet nicht statt) – Regie: Walter Netzsch
- 1983: Frederic Brown: Noch einmal davongekommen – Regie: Lilian Westphal
- 1985: Eduardo de Filippo: Filumena Marturano – Regie: Lilian Westphal
- 1991: Saul O’Hara: Heiraten ist immer ein Risiko – Regie: Lilian Westphal
- 1993: Oscar Wilde:  Das Gespenst von Canterville – Regie: Lilian Westphal
- 1995: Hugh Lofting: Dr. Doolittle und der Zirkus (1. Teil: Das Zirkusleben beginnt) – Regie: Lilian Westphal
- 1995: Hugh Lofting: Dr. Doolittle und der Zirkus (2. Teil: Die Robbe Sophie aus Alaska) – Regie: Lilian Westphal
- 1995: Hugh Lofting: Dr. Doolittle und der Zirkus (3. Teil: Die Flucht zum Meer) – Regie: Lilian Westphal
- 1995: Hugh Lofting: Dr. Doolittle und der Zirkus (4. Teil: Eine Verhaftung und eine Fuchsjagd) – Regie: Lilian Westphal

## Weblink
- Lilian Westphal bei IMDb

| Personendaten    | Personendaten                                                            |
| ---------------- | ------------------------------------------------------------------------ |
| NAME             | Westphal, Lilian                                                         |
| KURZBESCHREIBUNG | deutsche Schauspielerin, Hörspielregisseurin und -sprecherin und Autorin |
| GEBURTSDATUM     | 18. März 1926                                                            |
| GEBURTSORT       | Zürich                                                                   |
| STERBEDATUM      | 4. August 1997                                                           |
| STERBEORT        | Aurigeno, Schweiz                                                        |